# Kaiden Guhle
Kaiden Guhle, född 18 januari 2002 i Sherwood Park i Alberta, är en kanadensisk professionell ishockeyback som spelar för Montreal Canadiens i National Hockey League (NHL).
Han har tidigare spelat för Prince Albert Raiders och Edmonton Oil Kings i Western Hockey League (WHL).
Guhle draftades av Montreal Canadiens i första rundan i 2020 års draft som 16:e spelare totalt.
Han har en mycket hård och fysisk spelstil, kompletterat med ett högklassigt slagskott.
Han är yngre bror till Brendan Guhle.

## Statistik
| 2015–2016  | Sherwood Park Flyers  | AMBHL      | 35  | 3  | 21 | 24  | 18  | 10 | 1 | 3  | 4  | 16 |
| 2016–2017  | OHA Edmonton U15 Prep | CCSHL      | 30  | 17 | 23 | 40  | 42  | 3  | 0 | 2  | 2  | 2  |
|            | OHA Edmonton U18 Prep | CCSHL      | 4   | 0  | 0  | 0   | 0   | —  | — | —  | —  | —  |
| 2017–2018  | OHA Edmonton U18 Prep | CCSHL      | 35  | 14 | 25 | 39  | 22  | 3  | 1 | 1  | 2  | 2  |
|            | Prince Albert Raiders | WHL        | 8   | 0  | 1  | 1   | 4   | —  | — | —  | —  | —  |
| 2018–2019  | Prince Albert Raiders | WHL        | 65  | 3  | 14 | 17  | 40  | 23 | 0 | 3  | 3  | 8  |
| 2019–2020  | Prince Albert Raiders | WHL        | 64  | 11 | 29 | 40  | 56  | —  | — | —  | —  | —  |
| 2020–2021  | Rocket de Laval       | AHL        | 3   | 0  | 0  | 0   | 0   | —  | — | —  | —  | —  |
|            | Prince Albert Raiders | WHL        | 2   | 1  | 1  | 2   | 0   | —  | — | —  | —  | —  |
| 2021–2022  | Prince Albert Raiders | WHL        | 17  | 2  | 13 | 15  | 28  | —  | — | —  | —  | —  |
|            | Edmonton Oil Kings    | WHL        | 25  | 5  | 20 | 25  | 29  | 19 | 8 | 8  | 16 | 10 |
| 2022–2023  | Montreal Canadiens    | NHL        | 44  | 4  | 14 | 18  | 27  | —  | — | —  | —  | —  |
| NHL totalt | NHL totalt            | NHL totalt | 44  | 4  | 14 | 18  | 27  | —  | — | —  | —  | —  |
| WHL totalt | WHL totalt            | WHL totalt | 181 | 22 | 78 | 100 | 157 | 42 | 8 | 11 | 19 | 18 |

### Internationellt
| Källa: Uppdaterad: 2022-10-13 | Källa: Uppdaterad: 2022-10-13 | Källa: Uppdaterad: 2022-10-13 |         | Utv = Utvisningsminuter | Utv = Utvisningsminuter | Utv = Utvisningsminuter | Utv = Utvisningsminuter | Utv = Utvisningsminuter |
| År                            | Lag                           | Mästerskap                    | Matcher | Mål                     | Assists                 | Poäng                   | Utv                     |                         |
| ----------------------------- | ----------------------------- | ----------------------------- | ------- | ----------------------- | ----------------------- | ----------------------- | ----------------------- | ----------------------- |
| 2019                          | Kanada                        | Hlinka Gretzky                | 5       | 0                       | 1                       | 1                       | 12                      |                         |
| 2021                          | Kanada                        | JVM                           | 7       | 2                       | 1                       | 3                       | 4                       |                         |
| Junior totalt                 | Junior totalt                 | Junior totalt                 | 12      | 2                       | 2                       | 4                       | 16                      |                         |